# Dyskografia DaBaby’ego
W zestawieniu dyskografii amerykańskiego rapera DaBaby przedstawiona została lista albumów studyjnych, mixtape'ów i minialbumów.

## Dyskografia

### Albumy

#### Albumy studyjne
| Rok  | Album | Pozycje na listach | Pozycje na listach | Pozycje na listach | Pozycje na listach | Pozycje na listach | Pozycje na listach | Pozycje na listach | Pozycje na listach | Pozycje na listach | Pozycje na listach | Sprzedaż                                                                     | Certyfikaty                                                                                                |
| Rok  | Album | USA                | USA R&B /HH        | USA Rap            | AUS                | CAN                | GER                | ITA                | NOR                | SWI                | UK                 | Sprzedaż                                                                     | Certyfikaty                                                                                                |
| ---- | --- | ------------------ | ------------------ | ------------------ | ------------------ | ------------------ | ------------------ | ------------------ | ------------------ | ------------------ | ------------------ | ---------------------------------------------------------------------------- | --- |
| 2019 | Baby on Baby - Wydany: 11 marca 2019 - Wytwórnia: Interscope, SCMG - Format: streaming, digital download, winyl         | 7                  | 3                  | 2                  | –                  | 27                 | –                  | –                  | –                  | –                  | –                  | - USA: 1 000 000+                                                            | - USA: platynowa płyta                                                                                     |
| 2019 | Kirk - Wydany: 27 września 2019 - Wytwórnia: Interscope, SCMG - Format: streaming, digital download                     | 1                  | 1                  | 1                  | 11                 | 2                  | 98                 | 81                 | 10                 | 40                 | 24                 | - USA: 1 000 000+ - DAN: 10 000+                                             | - USA: platynowa płyta - DAN: złota płyta                                                                  |
| 2020 | Blame It on Baby - Wydany: 17 kwietnia 2020 - Wytwórnia: Interscope, SCMG - Format: streaming, digital download, CD, LP | 1                  | 1                  | 1                  | 7                  | 1                  | 28                 | 7                  | 2                  | 9                  | 8                  | - USA: 1 000 000+ - CAN: 80 000+ - DAN: 20 000+ - POL: 10 000+ - NZL: 7 500+ | - USA: platynowa płyta - CAN: platynowa płyta - DAN: platynowa płyta - POL: złota płyta - NZL: złota płyta |
| 2022 | Baby on Baby 2 - Wydany: 23 września 2022 - Wytwórnia: Interscope, SCMG - Format: streaming, digital download           | 34                 | 21                 |                    |                    |                    |                    |                    |                    |                    |                    |                                                                              | |

### Mixtape’y
| Rok  | Album                                                                                        |
| ---- | -------------------------------------------------------------------------------------------- |
| 2015 | NonFiction - Wydany: 17 kwietnia 2015 - Format: streaming                                    |
| 2015 | So Disrespectful - Wydany: 26 września 2015 - Format: streaming                              |
| 2015 | The 10 Minute Mixtape - Wydany: 16 listopada 2015 - Format: digital download, streaming      |
| 2016 | God’s Work - Wydany: 9 czerwca 2016 - Format: digital download, streaming                    |
| 2016 | God’s Work Resurrected - Wydany: 2 grudnia 2016 - Format: digital download, streaming        |
| 2017 | Baby Talk - Wydany: 23 stycznia 2017 - Format: digital download                              |
| 2017 | Baby Talk 2 - Wydany: 11 marca 2017 - Format: digital download, streaming                    |
| 2017 | Billion Dollar Baby - Wydany: 16 czerwca 2017 - Format: digital download, streaming          |
| 2017 | Baby Talk 3 - Wydany: 18 sierpnia 2017 - Format: digital download, streaming                 |
| 2017 | Back On My Baby Jesus Shit - Wydany: 17 listopada 2017 - Format: digital download, streaming |
| 2017 | Baby Talk 4 - Wydany: 25 grudnia 2017 - Format: digital download, streaming                  |
| 2018 | Baby Talk 5 - Wydany: 1 czerwca 2018 - Format: digital download, streaming                   |
| 2018 | Blank Blank - Wydany: 2 listopada 2018 - Format: digital download, streaming                 |

### EP
| Rok  | Album | Pozycja na listach | Pozycja na listach | Pozycja na listach | Pozycja na listach |
| Rok  | Album | USA                | USA R&B/ HH        | USA Rap            |                    |
| ---- | --- | ------------------ | ------------------ | ------------------ | ------------------ |
| 2020 | My Brother’s Keeper (Long Live G) - Wydana: 20 listopada 2020 - Wytwórnia: South Coast, Interscope - Format: digital download, streaming | 40                 | 19                 | 17                 |                    |
| 2021 | Back on My Baby Jesus Sh!t Again - Wydana: 12 listopada 2021 - Wytwórnia: South Coast, Interscope - Format: digital download, streaming  | 44                 | 19                 | 14                 |                    |